# Mochlonyx triangularis
Mochlonyx triangularis är en tvåvingeart som beskrevs av Klink 1982. Mochlonyx triangularis ingår i släktet Mochlonyx och familjen tofsmyggor.
Artens utbredningsområde är Nederländerna. Inga underarter finns listade i Catalogue of Life.